# Patrick Girard (triathlon)
Pour les articles homonymes, voir Patrick Girard et Girard.
Patrick Girard, né le 8 janvier 1964, est un triathlète français, sacré champion de France courte distance en 1988, et champion de France sprint en 1994.

## Biographie

### Carrière professionnelle
Ancien cycliste, Patrick Girard fait ses débuts professionnels en triathlon au milieu des années 1980, à l'époque où le triathlon est encore très peu développé en France. En 1988, il remporte le championnat de France courte distance. Avec son club, le Poissy Triathlon, il remporte la Coupe de France des clubs, aux côtés de ses coéquipiers, tels que Philippe Méthion. 
Girard se distingue également au niveau international, en terminant quatrième des championnats d'Europe en 1990, puis cinquième en 1991. La même année, il finit neuvième des Mondiaux. En 1994, il est sacré champion de France sur la distance sprint devant Carl Blasco,.
Patrick Girard prend sa retraite sportive au terme de l'année 1995.

### Reconversion
Sans diplôme probant, Patrick Girard tente de se reconvertir dans les équipements de cycles : proche de rejoindre Giro, il n'est finalement pas recruté après le rachat de l'entreprise par Bell Helmets. Après avoir vécu quelques mois en Australie, il rentre en France et divorce en 1996. En 1997, il rejoint Mavic. Il devient également cuisinier, en étant marchand de glaces ou en tenant un snack à Palavas. Girard considère cette période de reconversion chaotique comme « très dure », perdant le plaisir de s'entraîner physiquement.
Dans les années 2010, Patrick Girard reprend peu à peu goût au triathlon, rejoignant le club des Sables-d'Olonne. En 2015, il organise le premier triathlon relais entreprises, avec pour but de « fédérer les entreprises, et de renforcer la relation entre les salariés et leurs patrons », selon les propres termes de Girard. Il accueille une cinquantaine d'entreprises lors de cette première édition,.

## Palmarès
Le tableau présente les résultats les plus significatifs (podium) obtenus sur le circuit national et international de triathlon et de duathlon depuis 1988.
| Année | Compétition                                        | Position      | Temps          |
| ----- | -------------------------------------------------- | ------------- | -------------- |
| 1994  | Championnat de France sprint                       |               | 1 h 5 min 21 s |
| 1992  | Championnat de France de duathlon                  | Médaille d'or | Timing         |
| 1991  | Championnats de France courte distance             |               | Timing         |
| 1990  | Coupe de France des clubs Avec le Poissy Triathlon |               |                |
| 1988  | Championnats de France courte distance             |               | Timing         |